# Bionicle 2: Legendy Metru Nui
Legendy Metru Nui – film animowany, którego bohaterowie wzorowani są na linii zabawek Bionicle firmy Lego. Jest to druga opowieść z serii Biological Chronicle, w której mieszkańcy fantastycznego świata walczą o jego ocalenie.
Druga opowieść jest prequelem do pierwszej Bionicle: Maska światła.

## Fabuła
Film opowiada o sześciu Matoranach mieszkających na Metru Nui – mieście wyspie. Toa Lhikan, ostatni z ocalałych Toa, przekazuje im magiczne Kamienie Toa, dbając o przyszłość miasta. Po przekazaniu ostatniego kamienia Vakamie Lhikan zostaje porwany przez dwóch Mrocznych Łowców: Nidhiki i Krekka. Gdy Matoranie Vakama, Nokama, Whenua, Onewa, Nuju i Matau przemieniają się w nowych Toa Metru, postanawiają odszukać starożytne dyski Kanoka, by obronić miasto. Gdy Toa pojawiają się w koloseum z wielkimi dyskami, Turaga Dume poddaje ich próbie, której nie przechodzą pomyślnie. Trzech Toa zostaje aresztowanych, a reszta ucieka w poszukiwaniu Toa Lhikana. Podczas pobytu w więzieniu poznają tajemniczego Turagę, który pomaga odkryć ich prawdziwą moc. Pozostali Toa, podążając za gwiazdą opiekuńczą Lhikana docierają do tego samego więzienia. Tam okazuje się, że Lhikan stracił część swej mocy i stał się owym tajmeniczym Turagą. Gdy wszyscy Toa znów są razem, znajdują kapsułę w której śpi prawdziwy Turaga Dume. Fałszywy okazuje się być Makutą noszącym maskę Turaga Dumy. W trakcie walki Turaga Lhikan oddaje swoje życie. Swoją złotą maskę Kanohi przekazuje Vakamie. Po pokonaniu Makuty Toa więżą go w klatce z zastygłego Protodermis i zabierają śpiących Matoran na Mata Nui, gdzie sami stają się Turaga.

## Bohaterowie
W drugiej opowieści o Bionicle pojawiają się:
Bohaterowie pozytywni
- Lhikan – były Toa ognia
- Vakama – Toa Metru Ognia, Turaga Ognia z Mata Nui
- Nuju – Toa Metru Lodu, Turaga Lodu z Mata Nui
- Matau – Toa Metru Powietrza, Turaga Powietrza z Mata Nui
- Nokama – Toa Metru Wody, Turaga Wody z Mata Nui
- Onewa – Toa Metru Kamienia, Turaga Kamienia z Mata Nui
- Whenua – Toa Metru Ziemi, Turaga Ziemi z Mata Nui
- Dume – Turaga Metru Nui

Bohaterowie negatywni
- Mroczny Łowca Nidhiki (dawniej Toa powietrza)
- Mroczny Łowca Krekka
- Makuta – Władca cieni

Rahi
- Nivawk
- Kikinalo

## Wersja polska
- Karol Wróblewski – Toa Vakama
- Dorota Landowska – Toa Nokama
- Rafał Maćkowiak – Toa Matau
- Mirosław Zbrojewicz – Toa Whenua
- Waldemar Błaszczyk – Toa Onewa
- Wojciech Solarz – Toa Nuju
- Andrzej Chudy – Toa Lhikan
- Krzysztof Gosztyła – Turaga Lhikan
- Krzysztof Wakuliński – Turaga Vakama
- Adam Ferency – Turaga Dume
- Sebastian Konrad – Makuta
- Jan Janga-Tomaszewski – Nidhiki
- Przemysław Nikiel – Krekka

oraz
- Cynthia Kaszyńska
- Brygida Turowska
- Józef Mika
- Cezary Kwieciński
- Krzysztof Szczerbiński
- Paweł Szczesny